# Geografia del Madagascar
Il Madagascar è la più grande isola dell'Africa, ed è situata nell'Oceano Indiano 400 km a est della costa del Mozambico. Il Canale del Mozambico la separa dal resto del continente.

## Geografia
Il Madagascar, originariamente parte del supercontinente Gondwana, si separò dal resto dell'Africa 165 milioni di anni fa, a causa della deriva continentale, e rappresenta la quarta isola più grande del mondo in termini di superficie con 587,040 km². L'isola misura 1.600 km da nord a sud e 600 da ovest a est, e geograficamente può essere divisa in cinque distinte regioni: 
- la costa orientale;
- il Massiccio Tsaratanana (Una grande riserva naturale);
- gli altopiani centrali;
- la costa occidentale;
- il sud-ovest.

Il punto più elevato è il Maromokotro, nella regione del Massiccio Tsaratanana nel nord dell'isola, a 2.876 metri sul livello del mare. Le coste si sviluppano su una lunghezza di 4.828 km.